# Supercopa de España femenina de baloncesto 2025
La Supercopa de España femenina de baloncesto 2025 o SuperCopa LF 2025 será la 23ª edición desde su fundación. Se disputará en el Palacio de los Deportes de Huesca, Aragón durante los días 27 y 28 de septiembre de 2025.

## Equipos participantes
Los equipos participantes de acuerdo a los criterios de participación establecidos por la FEB fueron: 
| Equipo               | Clasificación                     | Participación |
| -------------------- | --------------------------------- | ------------- |
| Valencia Basket      | Campeón de la Liga Femenina       | 6.ª           |
| Hozono Global Jairis | Campeón de la Copa de la Reina    | 2.ª           |
| Casademont Zaragoza  | Subcampeón de la Liga Femenina    | 3.ª           |
| Perfumerías Avenida  | Subcampeón de la Copa de la Reina | 20.ª          |

## Cuadro
|  | Semifinales  | Semifinales  |              |  | Final | Final |  |
|  |              |              |              |  |       |       |  |
|  |              |              |              |  |       |       |  |
|  | Bandera de ? |              |              |  |       |       |  |
|  |              |              |              |  |       |       |  |
|  | Bandera de ? |              |              |  |       |       |  |
|  |              | Bandera de ? |              |  |       |       |  |
|  |              |              |              |  |       |       |  |
|  |              |              | Bandera de ? |  |       |       |  |
|  | Bandera de ? |              |              |  |       |       |  |
|  |              |              |              |  |       |       |  |
|  | Bandera de ? |              |              |  |       |       |  |
|  |              |              |              |  |       |       |  |
|  |              |              |              |  |       |       |  |

### Semifinales
| 27 de septiembre de 2025 | Bandera de ?          | vs. | Bandera de ? | Huesca                                                            |
|                          | Parciales: –, –, –, – |     |              |                                                                   |
|                          |                       |     |              | Pabellón: Palacio Municipal de los Deportes de Huesca Televisión: |

| 27 de septiembre de 2025 | Bandera de ?          | vs. | Bandera de ? | Huesca                                                            |
|                          | Parciales: –, –, –, – |     |              |                                                                   |
|                          |                       |     |              | Pabellón: Palacio Municipal de los Deportes de Huesca Televisión: |

### Final
| 28 de septiembre de 2025 | Ganador SF1           | vs. | Ganador SF2 | Huesca                                                            |
|                          | Parciales: –, –, –, – |     |             |                                                                   |
|                          |                       |     |             | Pabellón: Palacio Municipal de los Deportes de Huesca Televisión: |